# Adiantum lucidum
Adiantum lucidum là một loài thực vật có mạch trong họ Adiantaceae. Loài này được (Cav.) Sw. miêu tả khoa học đầu tiên năm 1806.